# Oxelösund (comune)
Oxelösund è un comune svedese di 11 169 abitanti, situato nella contea di Södermanland. Il suo capoluogo è la cittadina omonima.

## Amministrazione

### Gemellaggi
- Holstebro
- Karkkila
- Vardø